# Micranthes pensylvanica
Micranthes pensylvanica är en stenbräckeväxtart som först beskrevs av Carl von Linné, och fick sitt nu gällande namn av Adrian Hardy Haworth. Micranthes pensylvanica ingår i släktet rosettbräckor, och familjen stenbräckeväxter. Inga underarter finns listade i Catalogue of Life.